# アレクセイ・パンフィーロフ
アレクセイ・パヴロヴィチ・パンフィーロフ（ロシア語: Алексей Павлович Панфилов、1898年5月5日 - 1966年5月18日）は、ソビエト連邦の軍人。1918年4月から1959年11月まで軍務にあった。

## 経歴
1898年5月5日にロシア帝国のカザンに誕生した。1918年4月に赤軍に入隊し、同年5月に全連邦共産党に入党した。東部戦線でロシア内戦に従軍し、1919年1月から第26歩兵師団の書記官、会計係、経済部長及び政治部長、1920年5月から経済部長補佐及び経済部長、総局長を務めた。1922年2月に第30騎兵連隊の軍委員に任命され、同年9月に第5騎兵師団の一部として第3騎兵旅団の副委員に任命された。1923年2月に第27騎兵連隊の政治助手、同年6月に第4騎兵旅団の政治部の情報部長、同年12月から同軍管区の政治部長補佐を務めた。
1924年5月から赤軍の本部で特別任務に就き、1925年9月から赤軍陸軍士官学校の政治部門で勉強した。1926年に上級指揮要員完全化課程を修了し、1928年11月から1931年9月まで第18狙撃軍団検事補、レニングラード軍管区軍事検察庁課長となり、1937年7月にI.V.スターリン名称機械化・自動車化軍事アカデミーを卒業した。1938年4月から労農赤軍自動車装甲戦車局長補佐官となり、第1赤旗軍第39歩兵軍団隷下の第2機械化旅団長として張鼓峰事件、ノモンハン事件に参加した。1940年4月に旅団指揮官（少将に相当する）となったが、同年6月に同階級の廃止に伴って装甲兵少将となった。
1940年6月から労農赤軍参謀本部情報局副局長、1941年9月から情報局長となった。ヴワディスワフ・アンデルス将軍のポーランド軍編成の際に全権代表を務めたが、1942年8月にアンデルスが赤軍で戦うことを拒否してソ連を離れた時、パンフィーロフは情報局長を解任された。1942年8月から1944年8月まで第3・第5戦車軍の副司令官であった。戦後は各職を経て、1956年9月に装甲戦車兵アカデミーと参謀本部軍事アカデミーの講師を務めた。
1966年5月18日にモスクワにて、68歳で死去した。